# LetterOne
LetterOne — международный инвестиционный бизнес со штаб-квартирой в Люксембурге, основанный в июне 2013 года и состоящий из двух отдельных юридических лиц — Letterone Holdings S.A. (контролирует L1 Energy) и Letterone Investment Holdings S.A. (контролирует все остальные компании).
Учредители Михаил Фридман, Герман Хан и Алексей Кузьмичев вложили в неё $15,36 млрд.

## Совет директоров
Совет директоров группы L1 является высшим органом компании, и отвечает за разработку инвестиционной стратегии и принятия инвестиционных решений:
- Лорд Дэвис Аберсок — главный неисполнительный директор;
- Джонатан Мьюир — исполнительный директор;
- Франц Хамер, Ричард Бёрт, Вульф фон Шимельман — неисполнительные директора;
- Виталий Фарафонов — главный операционный директор.

## История
В июне 2013 года акционеры консорциума «Альфа-Групп» создали новую инвестиционную структуру - LetterOne Holdings S.A. с головновой компанией в Люксембурге.
В декабре 2013 года консорциум «Альфа-Групп» передал свою долю владения в компании Altimo Holdings & Investments Ltd. компании LetterOne Holdings S.A.
В 2019 году входящая в LetterOne компания DEA AG завершила объединение с Wintershall — дочерней компанией немецкого концерна BASF. Стоимость объединенной компании Wintershall Dea оценивалась экспертами в $ 20 млрд, LetterOne получила долю в 33%. Благодаря этому Wintershall Dea стала крупнейшей нефтегазовой компанией в Европе.

## Деятельность
Основные подразделения компании: L1 Energy и L1 Technology находятся под контролем L1 Treasury Services, которая контролирует ликвидность и финансовые инвестиции, в том числе и вложения самого холдинга. В настоящее время LetterOne осуществляет инвестиции через стратегические пакеты акции своих подразделений либо вкладывает средства в собственность частных компаний.

### LetterOne Energy
L1 Energy — подразделение LetterOne Group отвечающее за инвестиции в международный нефтегазовый сектор. Головной офис L1 Energy расположен в Лондоне. Возглавляет подразделение Герман Хан. Компания рассматривает проекты во всех нефтегазовых регионах мира — в России и за рубежом (в Северной и Южной Америке, на Ближнем Востоке, в Африке и Азии). Речь идет о долгосрочных проектах по разведке и добыче нефти и газа, нефтесервисах, нефтегазовой инфраструктуре и других проектах. В марте 2015 года L1 потратила первые деньги, полученные от продажи ТНК-BP, купив немецкую нефтегазовую компанию Dea за €5,1 млрд ($5,6 млрд) с учетом её долга. Forbes в начале марта оценивал, что на покупку Dea было потрачено $1,26 млрд собственных средств L1 (остальное — заемные средства).

### LetterOne Technology
L1 Technology — подразделение LetterOne Group созданное 6 апреля 2015 года для инвестиций в телекоммуникационные и технологические компании Европы и США на общую сумму до $16 млрд. Новое подразделение заменило прежнюю структуру — LetterOne Telecom. Возглавил бизнес-единицу Алексей Резникович, управлявший телекоммуникационными активами «Альфа-Групп» с 2005 года. Головной офис L1 Technology расположен в Лондоне.
Подразделение занимается поиском возможности для приобретения «долей, дающих контроль или существенное влияние», в крупных компаниях (стоимость сделки — от $1 млрд), или бизнесов, которые дополнят существующую базу активов (прежде всего Veon).
Под управление L1 Technology перешли доли LetterOne в Veon (47,9 % голосующих акций, 56 % экономического интереса) и турецком операторе Turkcell (13,22 % акций в косвенном владении). Их суммарная стоимость ещё в конце 2013 года оценивалась в $13,5 млрд, а теперь — лишь около $7 млрд (акции Veon с конца 2013 года подешевели почти на 60 %).
В состав консультационного совета L1 Technology вошли: Расс Шоу (занимал должности председателя клуба Marketing Group of Great Britain, вице-президента и управляющего директора Skype, должность директора по инновациям испанской Telefonica, а также директора по маркетингу британского оператора O2), сэр Джулиан Хорн-Смит (член совета директоров и советник ряда международных корпораций), Брент Хоберман («ветеран» британского интернет-бизнеса), Денис О’Брайен (ирландский миллиардер), Осама Бедье (бывший вице-президент PayPal по развитию, один из разработчиков Google Wallet).
На данный момент L1 Technology инвестировал средства в компанию Qvantel (финский разработчик программного обеспечения для операторов связи), а также в американский телеком-стартап FreedomPop.

### LetterOne Retail
L1 Retail — подразделение LetterOne Group созданное в конце 2016 года для инвестиций в зарубежный сегмент розничной торговли. Команду менеджеров L1 Retail возглавил Стефан Дюшарм — бывший СЕО X5 Retail Group. Фонд планирует инвестировать до $3 млрд в несколько торговых сетей, у которых есть потенциал стать лидерами в собственных сегментах и на определённых рынках.

### Частные капиталовложения

#### Pamplona Capital Management
LetterOne активно инвестирует через свое участие в фонде Pamplona, осуществляющем управление частным капиталом. Pamplona это частный инвестиционный менеджер, который предлагает платформу для инвестиций для частного капитала и хедж-фондов. Pamplona Capital Management управляет активами различных клиентов, включая государственные пенсионные фонды, компаний управляющих частным капиталом, транснациональные корпорации, семейные фонды и хедж-фонды.